# Alberici (cognome)
Alberici è un cognome di lingua italiana.

## Varianti
Albericci, Alberico, Alberigi, Alberigo, Albricci, Albrici, Albrigio, Albrisi, Albrisio, Albrizi, Albrizio, Albrizzi, Albrizzo, Bricci, Briz, Brizio, Brizz, Brizzi, Brizzo.

## Origine e diffusione
Cognome tipicamente centro-settentrionale, è presente prevalentemente in Lombardia ed Emilia.
Potrebbe derivare dal prenome Alberico. Potrebbe essere incrociabile coi cognomi Alberi e Albergo. Il cognome Aubry, corrispondente di lingua francese, compare anche nel napoletano su influsso borbonico.
La variante Bricci è toscana; Briz è tipico del Triveneto.

## Persone
- Luciano Alberici – attore italiano
- Nuvolone Alberici (XII secolo) – più volte console della Repubblica di Genova
- Pietro Alberici – magistrato e politico italiano, pluridecorato